# Перетяткович Георгій Іванович
Георгій Іванович Перетяткович (1840–1908) - історик Росії та України XVII-XVIII ст.

## Життєпис
Народився у Бессарабії.
Початкову освіту набув у кишинівській гімназії. Згадував, що на формування його особистості позитивно вплинув вчитель історії С. Хащинський. У 1850-х навчався на камеральному відділенні одеського Рішельєвського ліцею, де його вчителем історії був М. Смирнов, учень М. Устрялова. У цей час захоплювався вивченням культури українського козацтва і устрій Запорозької Січі.
Протягом 1860–1864 навчався на юридичному факультеті Московського університету. Окрім цього відвідував педагогічні курси для вивчення історії при університеті. Найбільший вплив на формування історичних поглядів Перетятковича мали професори С. Єшевський та С. Соловйов. Після отримання вищої освіти викладав історію у 1-й Московській гімназії.
Після складання іспитів у 1872 перебував у відрядженні у Празі та Берліні. У 1877 захистив магістерську дисертацію у Московському університеті. З 1877 і до самої смерті викладав історію Росії на історико-філологічному факультеті Імператорського Новоросійського університету. У 1882 набув звання екстраординарного, а з 1886 — ординарного професора. Здебільшого він читав курс нової історії Росії (XVII-XVIII ст.). У 1882 захистив докторську дисертацію у Московському університеті. Стояв біля витоків джерелознавчих та історіографічних студій в ІНУ. Протягом багатьох років читав спецкурс «Огляд джерел та посібників для вивчення доби Петра Великого». Як педагог не мав значного успіху.
Єдиним його учнем був О. Бєлюгов, який недовго був приват-доцентом в Новоросійському університеті, але потім обрав кар'єру викладача середньої школи. Белюгов вів самотнє життя, відзначався консервативними суспільно-політичними переконаннями.
Помер 7 серпня 1908р. у Кишиневі.

## Науковий доробок
Творча спадщина нараховує спогади про юнацькі роки, дві дисертації, декілька рецензій, три статті та декілька відгуків на студентські роботи. Наукові праці історика були головним чином присвячені історії Росії XVII-XVIII ст. Доробок історика отримав полярні оцінки — від зневажливих (І. Линниченко) до досить позитивних (В. Соловйов). Свої погляди на теорію історичного пізнання висловив у вступній лекції з історії Росії, яку він прочитав в Імператорському Новоросійському університеті у 1877. На його думку, праця історика потребує врахування всіх складних обставин, що призводили до великих подій, психології людей різних епох. Лектор визнавав, що в історії діє багато факторів. Заплутаність історичних джерел не дозволяє історику скласти цілковито об'єктивну картину подій. Тому «чим більше дослідник надає можливість фактам говорити самим за себе, тим менше буде довільного, у такому разі події не ґвалтуються, таким чином і саме узагальнення буде виглядати переконливіше». Він критикував свого колегу І. Забєліна, який вважав, що історик не може бути науково безстороннім. Подібно до свого вчителя С. Соловйова та багатьох інших сучасників, Перетяткович надавав велике значення географічному чиннику. Обидві його дисертації традиційно починалися з розкриття природних особливостей досліджуваних територій. Належав до числа істориків-позитивістів. Найціннішим внеском Перетятковича в історичну науку є дослідження історії Поволжя у XV — на початку XVIII ст. Праці науковця відображали одну з провідних тенденцій історіографії другої половини XIX ст. — підвищення уваги до історії окремих регіонів, що входили до складу Російської імперії, вивчення колонізаційних процесів. Перетяткович приділив увагу з одного боку, процесу поширення влади Московської держави у Поволжі, з іншого — соціальній історії, колонізації.
Зокрема, науковець приділив увагу повстанню Степана Разіна. Згідно своїх теоретичних настанов він лише наводив канву подій, уникаючи широких узагальнень. Він зауважував, що «я намагався по можливості робити висновки із цілої групи фактів, які лише зустрічались мені у джерелах та уникав узагальнень на основі одиничних явищ». Основою для праць Г. Перетятковича були джерела з архіву міністерства юстиції. Деякі уривки з джерел він опублікував у додатку до своєї докторської дисертації. Для україністики певний інтерес має праця Перетятковича «Малороссияне в Оренбургском крае». У цій праці одеський історик на основі архівних джерел заперечив думку казанського історика М. Фірсова, який вважав, що українці були поганими колоністами порівняно з росіянами. Він вважав, що колонізаційні здібності українців підтверджує те, що вони здавна спромоглися виділити зі свого середовища козацтво. Певні проблеми, що виникли в українців у Поволжі, він пояснював невдалою організацією справи з боку уряду. У 1896 одеський історик написав позитивний відгук на 3-й том «Історії запорізького козацтва» Д. Яворницького, на підставі якого останній отримав премію від Московського товариства історії та старожитностей.

## Праці
- Поволжье в XV и XVI вв. (очерки из истории края и его колонизации). — М., 1877;
- Поволжье в XVII и начале XVIII вв.: очерки из истории колонизации края). — Одесса, 1882;
- Малороссияне в Оренбургском крае при начале его заселения // Труды VI археологического съезда в Одессе. — Т. 2. — 1888;
- Вступительная лекция по русской истории. — Одесса, 1878;
- Значение царствования Екатерины ІІ в русской истории. — Одесса, 1897.